# Jämlitz-Klein Düben
Jämlitz-Klein Düben là một đô thị thuộc huyện Spree-Neiße, bang Brandenburg, Đức. Đô thị Jämlitz-Klein Düben có diện tích 28,63 km², dân số thời điểm 31 tháng 12 năm 2006 là 501 người.